# House of Keys

Wappen der Insel Man

Das House of Keys (deutsch „Haus der Schlüssel“, Manx Yn Chiare as Feed, „Die Vierundzwanzig“) ist das direkt gewählte Unterhaus des Tynwalds, des Parlaments der Insel Man. Das Oberhaus ist der Legislative Council.
Die erste bekannte urkundliche Erwähnung des Namens stammt aus dem Jahr 1417. Ein englischer Gelehrter schreibt darin auf Lateinisch von den Claves Manniae und Claves Legis („Die Schlüssel von Man“ und „Die Schlüssel zu (den) Gesetzen“). Der Ursprung des Namens ist jedoch umstritten. Das Wort keys („Schlüssel“) wird von einigen als englische Verballhornung des altnordischen Wortes kjósa, „auserwählt“, angesehen. Eine wahrscheinlichere Erklärung ist, dass es sich um den falsch verstandenen manx-gälischen Ausdruck für vierundzwanzig, kiare as feed, handelt, da das Parlament immer 24 Mitglieder hatte.
Abgeordnete heißen Members of the House of Keys (MHKs). Das aktive Wahlrecht beginnt mit sechzehn Jahren, das passive beschränkt sich auf Personen, die über einundzwanzig Jahre alt sind und mindestens drei Jahre auf Man gelebt haben. Es gibt seit 2016 zwölf Wahlkreise, jeder mit zwei Abgeordneten. Die Legislaturperiode des House of Keys dauert normalerweise fünf Jahre. Es gibt jedoch Regularien, nach denen eine vorzeitige Auflösung möglich ist.
Der Sprecher des House of Keys (SHK) ist ein MHK, der zum Vorsitzenden des Parlaments gewählt wird. Er kann wie die anderen Mitglieder mitstimmen, kann sich aber im Unterschied zu den anderen auch der Stimme enthalten. Im Falle eines Patts bei einer Abstimmung darf sich der Sprecher jedoch nicht enthalten und muss abstimmen. Die Teilnahme an den Sitzungen ist für MHKs gesetzlich verpflichtend, und wenn ein Abgeordneter nicht erscheinen kann, muss er um eine Abwesenheitserlaubnis ersuchen.
Das House of Keys wählt die meisten Mitglieder des Legislative Council. Die Gesetzesinitiative liegt für gewöhnlich auch beim House of Keys. Es ist daher die mächtigere der beiden Kammern, während der Council hauptsächlich kontrollierend tätig ist.
Das House of Keys tritt etwa einmal pro Monat mit dem Legislative Council zu einer gemeinsamen Sitzung, Tynwald Court (Tynwald-Hof) genannt, zusammen. Der Präsident des Tynwald, der von beiden Häusern gewählt wird, sitzt dem Tynwald Court und dem Legislative Council vor. Einmal pro Jahr, am Nationalfeiertag Tynwald Day, führt jedoch der Vizegouverneur der Isle of Man den Vorsitz.

## Wahlergebnisse
| Ergebnis der Parlamentswahl auf der Isle of Man 2021 | Ergebnis der Parlamentswahl auf der Isle of Man 2021 | Ergebnis der Parlamentswahl auf der Isle of Man 2021 | Ergebnis der Parlamentswahl auf der Isle of Man 2021 | Ergebnis der Parlamentswahl auf der Isle of Man 2021 | Ergebnis der Parlamentswahl auf der Isle of Man 2021 | Ergebnis der Parlamentswahl auf der Isle of Man 2021 | Ergebnis der Parlamentswahl auf der Isle of Man 2021 |
| ---------------------------------------------------- | ---------------------------------------------------- | ---------------------------------------------------- | ---------------------------------------------------- | ---------------------------------------------------- | ---------------------------------------------------- | ---------------------------------------------------- | ---------------------------------------------------- |
|                                                      |                                                      |                                                      |                                                      |                                                      |                                                      |                                                      |                                                      |
| Partei                                               | Partei                                               | Stimmen                                              | Stimmen                                              | Stimmen                                              | Sitze                                                | Sitze                                                | Sitze                                                |
| Partei                                               | Partei                                               | Anzahl                                               | %                                                    | +/−                                                  | Anzahl                                               | %                                                    | +/−                                                  |
|                                                      | Liberal Vannin Party                                 | 3.138                                                | 5,33 %                                               | ▼1,03 %                                              | 01                                                   | 4,17 %                                               | ▼2                                                   |
|                                                      | Manx Labour Party                                    | 3.006                                                | 5,10 %                                               | ▲3,73 %                                              | 02                                                   | 8,33 %                                               | ▲2                                                   |
|                                                      | Isle of Man Green Party                              | 1.964                                                | 3,33 %                                               | Neu                                                  | 0                                                    | 0,00 %                                               | Neu                                                  |
|                                                      | Unabhängige                                          | 50.806                                               | 86,24 %                                              | ▼6,04 %                                              | 21                                                   | 87,50 %                                              | ▬                                                    |
| Gesamt                                               | Gesamt                                               | 58.914                                               | 100,00 %                                             |                                                      | 24                                                   | 100,00 %                                             | ▬                                                    |
| Gültige Stimmen                                      | Gültige Stimmen                                      | 32.812                                               |                                                      |                                                      |                                                      |                                                      |                                                      |
| Ungültige Stimmen                                    |                                                      |                                                      |                                                      |                                                      |                                                      |                                                      |                                                      |
| Abgegebene Stimmen                                   |                                                      |                                                      |                                                      |                                                      |                                                      |                                                      |                                                      |
| Anzahl der Wahlberechtigten und Wahlbeteiligung      | Anzahl der Wahlberechtigten und Wahlbeteiligung      | 64.744                                               |                                                      |                                                      |                                                      |                                                      |                                                      |